# Thác Bạt Hoảng
Thác Bạt Hoảng (tiếng Trung: 拓拔晃, 428 – 29 tháng 7 năm 451), là một hoàng thái tử của triều đại Bắc Ngụy trong lịch sử Trung Quốc. Ông là trưởng tử của Bắc Ngụy Thái Vũ Đế, và được lập làm thái tử vào năm 432 khi mới 4 tuổi. Khi ông trưởng thành hơn, Thái Vũ Đế cũng dần chuyển giao các quyền lực cho ông. Tuy nhiên vào năm 451, do hoạn quan Tông Ái hãm hại, nhiều thuộc quan của Thái tử Hoảng đã bị Thái Vũ Đế xử tử. Thái tử Hoảng kinh sợ và qua đời vào năm sau.

## Cuộc sống ban đầu
Thác Bạt Hoảng sinh năm 428, là trưởng tử của Thái Vũ Đế. Mẹ của ông được ghi là Hạ phu nhân (賀夫人), song do cả hai thị tộc Hạ Lan (賀蘭) và Hạ Lại (賀賴) sau này đều cải họ sang 'Hạ' trong phong trào Hán hóa tộc Tiên Ti dưới thời Bắc Ngụy Hiếu Văn Đế, không rõ họ của bà là Hạ Lan hay Hạ Lại. Theo ghi chép, Hạ phu nhân qua đời vào năm sinh hạ Thác Bạt Hoảng.
Năm 432, Thái Vũ Đế phong Thác Bạt Hoảng làm hoàng thái tử, đồng thời Thái Vũ Đế cũng phong Hách Liên thị (một trong số các phi tần) làm hoàng hậu. Thác Bạt Hoảng trở thành một quan lại cao cấp trong triều đình vào cùng năm, song vì khi đó ông mới 4 tuổi nên vị trí này dường như chỉ là hình thức. Năm 433, Thái Vũ Đế đã cố gắng dàn xếp quốc hôn giữa Thái tử Hoảng và một trong các công chúa của Lưu Tống Văn Đế, Văn Đế mặc dù không lập tức từ chối song cũng không chấp thuận.
Năm 439, khi chinh phạt Bắc Lương, Thái Vũ Đế đã cho Thái tử Hoảng làm giám quốc tại kinh đô Bình Thành (平城, nay thuộc Đại Đồng, Sơn Tây), với sự hỗ trợ của Khâu Mục Lăng Thọ (丘穆陵壽) để đề phòng quân Nhu Nhiên tấn công. Tuy nhiên, Khâu Mục Lăng Thọ không nghĩ rằng Nhu Nhiên sẽ thật sự đem quân tiến đánh nên có rất ít phòng bị, vì thế khi Sắc Liên khả hãn Uất Cửu Lư Ngô Đề tấn công, Bình Thành lâm nguy. Khâu Mục Lăng Thọ muốn hộ thống Thái tử Hoảng đến vùng đồi phía nam Bình Thành và tiếp tục bố trí phòng thủ tại đó, song vì bảo thái hậu Đậu thị của Thái Vũ Đế phản đối, Thái tử Hoảng vẫn ở lại Bình Thành, Sau đó, quân Bắc Ngụy đánh bại quân Nhu Nhiên, Uất Cửu Lư Ngô Đề buộc phải triệt thoái. Đương thời, mặc dù mới 11 tuổi, Thái tử Hoảng có vẻ như đã tham gia vào việc quyết định các chính sách và vấn đề quân sự hệ trọng. Giả dụ, ông đã phản đối chiến dịch đánh Bắc Lương của phụ hoàng, song Thái Vũ Đế đã bác bỏ ý kiến này do nghĩ sẽ dễ dàng chinh phục được nước này.
Năm 442, Thái tử Hoảng dường như đã là một Phật tử mộ đạo, và khi Thái Vũ Đế nghe theo đề xuất của Thôi Hạo (崔浩) và đạo sĩ Đạo giáo Khấu Khiêm Chi mà quyết định cho xây công trình Tĩnh Luân cung (靜輪宮) rất cao và phức tạp, Thác Bạt Hoảng đã phản đối vì vấn đề chi phí, song Thái Vũ Đế không chấp thuận.

## Cai quản quốc gia
Năm 443, Thái tử Hoảng tháp tùng phụ hoàng trong một chiến dịch chống Nhu Nhiên, và đến khi họ đột nhiên gặp Uất Cửu Lư Ngô Đề, Thái tử Hoảng muốn lập tức tấn công, song Thái Vũ Đế lại do dự và khiến cho Uất Cửu Lư Ngô Đế có thể chạy thoát. Từ thời điểm đó trở đi, Thái Vũ Đế bắt đầu lắng nghe nghiêm túc ý kiến của Thái tử Hoảng, và đến mùa đông năm 443, Thái Vũ Đế đã ủy thác cho Thái tử Hoảng thực hiện hầu hết các nhiệm vụ của hoàng đế (ngoại trừ một số vấn đề quan trọng nhất) với sự hỗ trợ của Khâu Mục Lăng Thọ, Thôi Hạo, Trương Lê (張黎), và Thổ Hề Bật (吐奚弼). Ngay sau đó, Thái tử Hoảng đã thực hiện một chính sách nhằm khuyến khích canh tác, theo đó những người có nhiều gia súc buộc phải cho những người không có gia súc thuê chúng (tức gia súc) để lấy sức kéo, những người thuê gia súc sẽ trả phí thuê bằng cách cày bừa trên các vùng đất của chủ sở hữu gia súc, việc này đã làm tăng năng suất của các vùng đất trồng trọt lên rất nhiều.
Năm 446, khi đang tấn công quân khởi nghĩa của một người Hung Nô tên là Cái Ngô (蓋吳), Thái Vũ Đế đã tìm thấy một lượng vũ khí lớn cất giữ trong các ngôi chùa tại Trường An. Cho rằng các hòa thượng ở đây liên kết với Cái Ngô, Thái Vũ Đế đã đồ sát các hòa thượng tại Trường An. Sau đó, Thái Vũ Đế ban một thánh chỉ nghiêm cấm Phật giáo trên quy mô toàn quốc. Tuy nhiên, Thái tử Hoảng đã trì hoãn trong việc ban bố thánh chỉ, tạo điều kiện cho các Phật tử chạy trốn hay đi ẩn cư, song đã không một ngôi chùa nào còn tồn tại ở Bắc Ngụy. Đây là sự kiện đầu tiên trong Tam Vũ chi họa của Phật giáo Trung Quốc.
Năm 450, Thái tử Hoảng trở nên xung khắc trực diện với Thôi Hạo trên vấn đề quản lý quốc sự. Khi Thôi Hạo tiến cử một số người làm thái thú, Thái tử Hoảng đã kịch liệt phản đối, song những người này vẫn được bổ nhiệm do Thôi Hạo vẫn cương quyết tiến cử. Thái tử Hoảng cũng đã can dự vào sự việc khiến Thôi Hạo cùng toàn thể họ tộc của người này bị xử tử vào năm 450 với tội danh phỉ báng tổ tiên hoàng thất, đó là khi Thái tử đã biện luận hết mình để thuyết phục phụ hoàng tha cho Cao Doãn (高允)- một thuộc cấp của Thôi Hạo, và trong quá trình đó, Cao Doãn đã trình bày một số vấn đề liên quan đến Thôi Hạo.
Vào mùa thu năm 450, khi Lưu Tống Văn Đế phái tướng Vương Huyền Mô (王玄謨) đi đánh Hoạt Đài (滑台, nay thuộc An Dương, Hà Nam), Thái Vũ Đế đã đích thân dẫn quân đi giải vây cho Hoạt Đài. Sau khi đánh bại Vương Huyền Mô, Thái Vũ Đế đã tiến sâu vào lãnh thổ Lưu Tống. Trong khi tiến đánh Lưu Tống, Thái Vũ Đế đã giao cho Thái tử Hoảng phòng thủ biên giới phía bắc trước khả năng Nhu Nhiên tiến công.

## Qua đời
Thái tử Hoảng được mô tả là thượng tôn luật pháp, song lại tín nhiệm thuộc quan và cũng giành quá nhiều nỗ lực để trông nom vườn cây và đồng ruộng nhằm thu hoa lợi từ chúng. Cao Doãn đã thuyết phục ông không tham gia vào các hoạt động thương mại và không nên ủy thác quá mức việc triều chính cho thuộc quan, song Thái tử Hoảng không nghe theo. Năm 451, Thái tử Hoảng xung khắc với hoạn quan Tông Ái do phát hiện ra người này tham ô, đây cũng là người mà ông rất không ưa. Tông Ái lo sợ các thuộc quan thân tín của Thái tử Hoảng là Cừu Ni Đạo Thịnh (仇尼道盛) và Nhâm Bình Thành (任平城) sẽ tố cáo mình, vì thế hoạn quan này đã ra tay trước bằng cách cáo buộc Cừu Ni và Nhâm phạm pháp. Trong cơn thịnh nộ, Thái Vũ Đế đã cho xử tử Cừu Ni và Nhâm, nhiều thuộc quan khác của Thái tử dính líu đến vụ việc và cũng bị xử tử. Thái tử Hoảng trở nên kinh sợ, lâm bệnh và qua đời.

## Truy phong
Ngay sau đó, Thái Vũ Đế đã nhận ra rằng Thái tử Hoảng không mắc phải bất cứ tội nào, vì thế đã rất hối tiếc vì hành động của mình. Khoảng tết năm 451, Thái Vũ Đế lập trưởng tử của Thái tử Hoảng là Thác Bạt Tuấn tước hiệu Cao Dương vương, song sau đó lại phế bỏ nhằm phong Thác Bạt Tuấn làm hoàng thái tôn vào sau này. Do lo sợ sẽ bị Thái Vũ Đế trừng phạt, Tông Ái đã ám sát Thái Vũ Đế vào mùa xuân năm 452 rồi đoạt lấy quyền lực. Tông Ái lập Nam An vương Thác Bạt Dư làm hoàng đế, rồi lại sát hại khi Thác Bạt Dư muốn khẳng định quyền lực của bản thân. Sau khi Tông Ái bị lật đổ, Thác Bạt Tuấn đăng cơ làm hoàng đế và đã truy tôn cho cha là Cảnh Mục hoàng đế, miếu hiệu Cung Tông.

## Gia đình

### Thê thiếp
Theo Bắc sử-quyển 17, hậu đình của Ngụy cựu thái tử không có vị hiệu, đến khi Văn Thành Đế lên ngôi, thê thiếp trong cung của Thái tử đều gọi là tiêu phòng.
- Uất Cửu Lư tiêu phòng, muội của Hà Đông vương Uất Cửu Lư Bì (郁久閭毗), sinh Thác Bạt Tuấn, được truy phong là Cảnh Mục Cung hoàng hậu
- Viên tiêu phòng, sinh Tân Thành,
- Uất Trì tiêu phòng, sinh Tử Thôi và Tiểu Tân Thành
- Dương tiêu phòng, sinh Thiên Tứ
- Mạnh tiêu phòng, sinh Vân
- Độc Cô tiêu phòng, sinh Trinh và Trường Thọ
- Mộ Dung tiêu phòng, sinh Thái Lạc
- Uất Trì tiêu phòng, sinh Hồ Nhi
- Mạnh tiêu phòng, sinh Hưu
- Trương cung nhân, tên là Trương Hoàng Long (張黃龍)[2], sau ban cho Lục Lệ (陸麗)

### Nhi tử
- Thác Bạt Tuấn (拓拔濬), ban đầu thụ phong tước Cao Dương vương, sau trở thành Bắc Ngụy Văn Thành Đế
- Thác Bạt Tân Thành (拓拔新成), Dương Bình U vương (thụ phong năm 457, mất năm 470
- Thác Bạt Tử Thôi (拓拔子推), Kinh Triệu Khang vương (thụ phong năm 459, mất năm 477)
- Thác Bạt Tiểu Tân Thành (拓拔小新成), Tế Âm Huệ vương (thụ phong năm 461, mất năm 467)
- Thác Bạt Thiên Tứ (拓拔天賜), Nhữ Âm Linh vương (thụ phong năm 462, giáng làm thứ dân năm 490)
- Thác Bạt Vạn Thọ (拓拔萬壽), Lạc Lương Lệ vương (thụ phong năm 462, mất năm 463)
- Thác Bạt Lạc Hầu (拓拔洛侯), Quảng Bình Thương vương (thụ phong và mất năm 461)
- Thác Bạt Vân (拓拔雲), Nhâm Thành Khang vương (thụ phong năm 464, mất năm 481)
- Thác Bạt Trinh (拓拔楨), Nam An Huệ vương (thụ phong năm 468, mất năm 496)
- Thác Bạt Trường Thọ (拓拔長壽), Thành Dương Khang vương (thụ phong năm 468, mất năm 474)
- Thác Bạt Thái Lạc (拓拔太洛), Chương Vũ Kính vương (mất và được truy phong năm 468)
- Thác Bạt Hồ Nhi (拓拔胡兒), Lạc Lăng Khang vương (mất và được truy phong năm 463)
- Thác Bạt Hưu (拓拔休), An Định Tĩnh vương (thụ phong năm 468, mất năm 494)
- Thác Bạt Thâm (拓拔深), Triệu vương, mất sớm